# التاريخ التثنوي

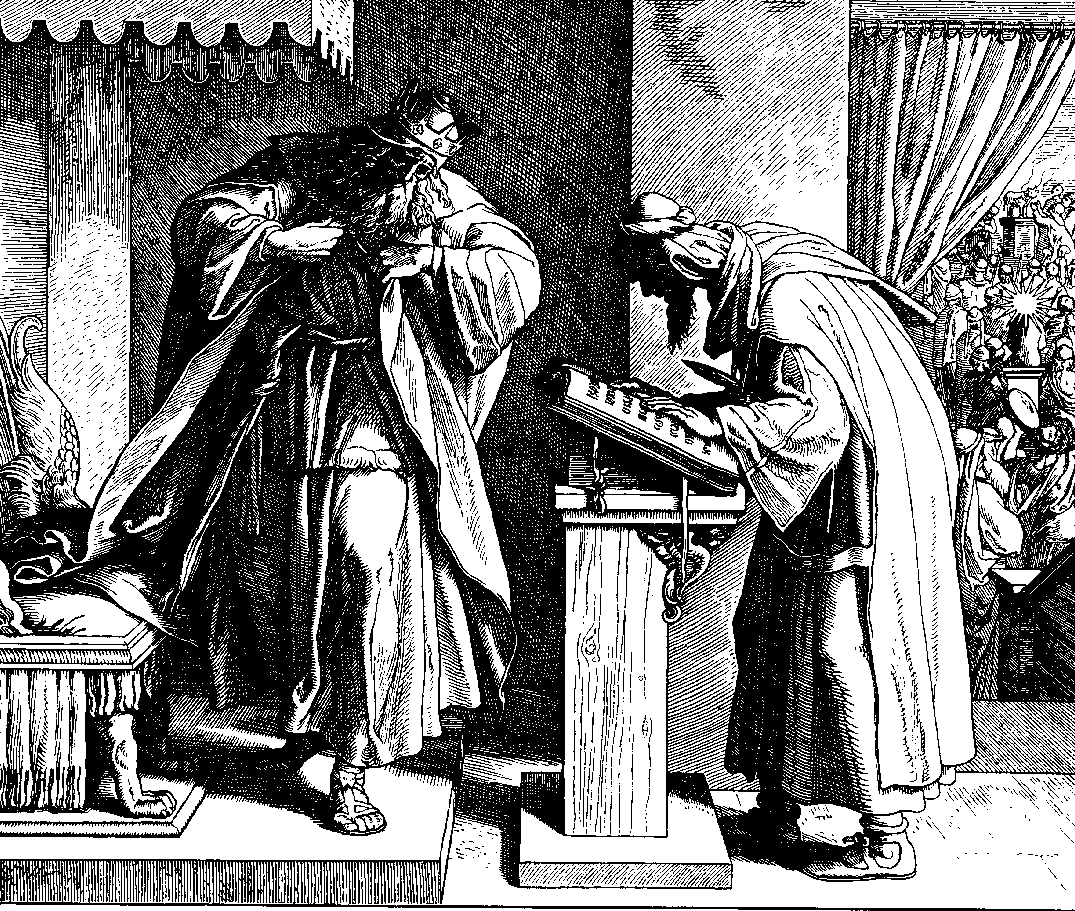

تاريخ تثنوي أو عمل تاريخ التثنية مصطلح تشير به الدراسات الكتابية النقدية والتاريخية النقدية إلى تحرير لاهوتي مفترض، يربط بعض أسفار الكتاب المقدس مع بعضها البعض. جرت المعالجة الرئيسية في القرن السادس قبل الميلاد، على الارجح في المنفى البابلي؛ إلا أنه، يمكن أيضًا على الأقل بعض الأجزاء جرت كتابتها أو تحريرها في فلسطين.

## مصطلح
اسم أو صفة تثنوي مشتقة من «سفر التثنية»، وهو السفر الخامس في أسفار موسى الخمسة
منذ القرن التاسع عشر تحدثت أبحاث الكتاب المقدس عن تثنوييين وصيغت نظرية المصدر الأربعة لنشأة كتب موسى الخمسة. واتخذ لأول مرة ممثلها الرئيسي يوليوس فيلهاوزن وجهة النظر القائلة بأن الأسفار من سفر يشوع إلى سفر الملوك الثاني جرى تحريرها من قبل فريق تحرير مشترك يشبه لاهوته لاهوت محرر سفر التثنية. هذه التسمية للسفر الخامس من أسفار موسى الخمسة يعود إلى الترجمة السبعينية اليونانية، وهي ترجمة للكلمة العبرية مشنه/مثنى الواردة في سفر التثنية الأصحاح 17 الآية 18: «نُسْخَةً مِن هذه الشَّريعةِ» (بالعبرية: מִשְנֵה הַתּוֹרָה הַזֹּאת‏) بصيغة تثنية الاشتراع (τὸ Δευτερονόμιον (Deuteronómion) τοῦτο). لاحقًا صار اسم هذا السفر في الكتاب المقدس القياسي Deuteronomium وترجم للعربية بالتثنية
كان عالم العهد القديم، مارتن نوث، أول من تكلم عن عمل تاريخي مخطط له بوعي، وقدم هذه الأطروحة في دراسات تاريخ التقاليد في عام 1943م، ووضحه بالمعنى الذي قصده يوليوس فلهاوزن، كتحرير أساسي للأسفار من سفر يشوع إلى سفر الملوك الثاني. إذ أظهر العديد من عناصر أسلوب الربط وتراكيب مواضيع مستمرة ضمن السياق الأدبي لهذه الأسفار. ووجد أن تركيز التحرير كان على تنقيح قصص الماضي، خاصة في الخطب بأثر رجعي لأشخاص كتابيين مهمين (موسى في تثنية: 32، يوشع في يشوع:23، داود صموئيل الثاني:23). وجد نقطة البداية اللاهوتية للتحرير في الدعوة إلى مركزية العبادة في تثنية: 12 وفي الوصية الأولى (خروج 20، 2 / تثنية: 6) ودعا نوث هذا التحرير الذي رآه مسؤولاً عن التصميم الموحد لمجموعة الكتاب باسم «تثنوي». كان هذا العمل التاريخي في المنفى (586-538 قبل الميلاد.) مصمم لاهوتيا لمعالجة فقدان دولة إسرائيل وتدمير معبد القدس من قبل البابليين.
عمق عالم العهد القديم جيبسن Alfred Jepsen أطروحة نوث في دراسته «مصادر سفرالملوك». كتبها في عام 1939، لكن لم تنشر حتى عام 1953 (الطبعة الثانية 1956). وأخذ جيبسن في الاعتبار الاكتشافات الأثرية الأخيرة فيما قدمه لاحقًا عن أعمال تاريخ التحرير في مصادر سفرالملوك، 
بعض الافتراضات الأساسية لهذا العمل لا تزال معترف بها علميا حتى يومنا هذا، على الرغم من أنها قد تم تعديلها في نواح كثيرة. إذ ينطلق كل من رودولف سمند Rudolf Smend وفالتر ديتريش Walter Dietrich ولوثار بيرليت Lothar Perlitt من ثلاثة تحريريات متتالية على الأقل لمدرسة أو حركة التثنويين.

## المحررون التثنويون
الموقع التاريخي للتثنويين هو وضع إسرائيل بعد تدمير معبد القدس في 586 ق.م. لقد أراد هؤلاء المحررون أن يُظهروا أن بني إسرائيل مسؤولين عن كارثة الدمار وأنها ليست بسبب عجز يهوه، بل على عكس، بفضل قوته في توجيه التاريخ.
تحقيقًا لهذه الغاية، أضاف المحررون نصوصًا أغلبها خطبًا مؤلفة من جميع نقاط التحول التاريخية في قصة إسرائيل، والتي وضعوها في أفواه قادة شعب الله. ومما يعده مارتن نوث من ضمن هذه النصوص:
- تثنية 1، 1-4، 43: كلام موسى بأثر رجعي من زمن التيه وغزو أراضي كنعان، والتي هي لإثبات وفاء الله بوعوده للآباء
- تثنية: 31: خطبة وداع موسى، وتعين يشوع خليفتة له وكتابة الشريعة
- تثنية: 34: خبر عن وفاة موسى
- يشوع 2,1-9: تولية الله ليشوع
- يشوع 1,22-8: خطاب يشوع إلى قبائل شرق الأردن
- يشوع 23: خطبة وداع يشوع
- قضاة 2، 6 وما يلي: نظرة عامة على فترة القضاة؛ قضاة 2، 11-18 : استشراف فترة الملوك
- صوئيل الأول 12: خطبة وداع صموئيل
- ملوك الأول 8: 14-21: خطاب تكريس معبد سليمان؛ ملوك الأول 8.22-53: صلاة تكريس المعبد
- ملوك الثاني 17، 7-23: سقوط المملكة يسرائيل نتيجة لخطيئة يربعام
- ملوك الثاني 22، 16 وما يلي، 23، 26 وما يلي، 24، 3 وما يلي: سقوط مملكة يهوذا

تشكل هذه الإقحامات دليلًا لاهوتيًا تاريخًا يمتد عبر رواية التاريخ بأكمله. بالإضافة إلى ذلك، فإن التسلسل الزمني يُنشأ صلة، بموجبها كان ينبغي أن تمر 480 سنة من الخروج من مصر إلى بداية بناء المعبد الأول (تثنية: 1، 3 ؛ ملوك الأول 6، 1).
وكان عند المحررون المصادر التالية:
- المخزون الأساسي من سفر التثنية (تثنية 4، 44-30، 20)
- مجموعة من قصص غزو كنعان وقصص المخلصين في سفر يشوع والقضاة،
- قصص شاول وداود التي كانت قد نمت بالفعل معا في كتاب صموئيل (سفر صموئيل الأول وسفر صموئيل الثاني)،
- حوليات ملكية والمسلسلات النبوية بكتاب الملوك (سفر الملوك الأول وسفر الملوك الثاني)

## مقاصد ومكان وزمن التحرير
البيان الأساسي للتاريخ التثنوي هو العلاقة بين الخضوع لمشيئة الله الموحى بها، والتي بلغها موسى، وكتبها يشوع، وظل الأنبياء يذكرون بها زمن الملوك، وبين عصيان الملوك والناس، وما تلاها من الأذى في تاريخ إسرائيل ويهوذا. بهذا، أجاب المحررون على أسئلة قراءهم ومستمعيهم في المنفى البابلي حول أسباب ومعنى الكارثة الماضية لفقدان المعابد والأرض.
افترض نوت أن النصوص في ملوك الثاني 25، 27 وما يلي. كانت النهاية الأصلية للعمل، لذلك يجب أن يكون قد تم بعد 561 ق.م. وأشار إلى غياب التعبير عن أمل في مستقبل يتجاوز محنة سقوط الملكية، وبالتالي افترض أنه صيغ في فلسطين، حيث كانت المصادر القديمة متاحة للمحررين. وكذلك أن ما يشغل المحرورن عبر النص هو التأكيد على شرعية حكم السلالة الداودية مقابل الشاؤولية، عبر رفع رفع قيمة داود والحط من قيمة شاؤول

## قضايا
مقابل عدم وجود منظور مستقبلي، اعترض باحثون آخرون على أن مفهوم سفر التثنية يحتوي على وعد: باتباع جميع الوصايا، هناك فرصة لتجديد إسرائيل (تثنية: 29، 28). العفو عن آخر ملوك يهودا في المنفى - وإن لم يطلق سراحه - ترك الباب مفتوحًا لخلافة محتملة على العرش وعودة المنفيين (ملوك الثاني 25، 30). أيضا صلاة تكريس المعبد (ملوك الأول 8، 46 وما يلي) تتوقع أن تسمع صلاة المنفيين، بحيث يمكن أن يفترض بالفعل أنه كان هناك بناء جديد للمعبد.
على الضد من نوث، افترض ألفريد جيبسن تمهيدًا تاريخًا أطولًا ومستقلًا عن سفري الملوك، الذان كانا موجودان بالفعل مع الحوليات الملكية المتزامنة والتي تم توسيعها من قبل كاهن بعد عام 586 ق.م لتشمل قصة ظهور داود حتى نهاية الفترة الملكية.
كان رودولف سمند أول من جعل من المحتمل أن يتم تمييز التحرير العام المفترض للعمل التاريخي التثنوي على الأقل من التحرير الذي يضم السرد النبوي (DtrP) والتحرير الذي يقيس مجرى التاريخ وفقًا للشريعة (DtrN). هذا الأخير يحيله إلى خطبة يشوع 23، فتكون طبقة التحرير هذه حدثت في المنفى.
يعزو فالتر ديتريش ملوك الثاني 25 لفريق التحرير النهائي: وجُلِيَ يَهوذا مِن أَرَضِه. الوصف التالي لحالة اليهود الذين بقوا في البلاد كان من الممكن أن يتم في وقت لاحق من أولئك الذين عادوا من المنفى.
أصبح الوضع البحثي أكثر تعقيدًا اليوم فيما يتعلق بالمصادر الموجودة وتاريخهم الإضافي. الأسئلة المفتوحة هي العلاقة بين لاهوت التاريخ التثنوي والإضافات التحريرية ذات الصلة باللاهوتية الأسفار الخمسة والدوائر التثنوية وراء سفر إرميا.

## أدبيات
- جورج براوليك: نظريات حول تاريخ التثنية (DtrG) في سياق البحث،  في: إريك زنجر وآخرون (إد.): مقدمة في العهد القديم. شتوتغارت: كولهامر 5 2004، ص. 191-202.
- ألفريد جيبسن: مصادر الكتاب الملكي. القاعة: نيماير 1953.
- Reinhard G. Kratz: تكوين الكتب السردية في العهد القديم (UTB 2157). غوتنغن: فاندنهويك وروبريخت 2000. ISBN 3-8252-2157-1
- مارتن نوث: دراسات التقليد. هالي: نيماير 1943.
- توماس سي رومر: ما يسمى بالتاريخ التثبيتي. مقدمة اجتماعية وتاريخية وأدبية. لندن، نيويورك 2005 (Softcover 2007، ISBN 978-0-567-03212-6)
- إرنست جيني: عقدين من البحث حول كتب جوشوا للملوك. In: Theologische Rundschau (ThR) 27 (1961)، 1–32، 97–146.
- أرنولد نيكولاس رضوان: تاريخ سفر التثنية. تقرير بحثي. في: Thr 38 (1974)، 177-216.
- هيلغا ويبرت: تاريخ سفر التثنية. هدفه ونهايته في المزيد من الأبحاث الحديثة. في: ThR 50 (1985)، 213-249.
- هورست ديتريش بروس: عن تاريخ سفر التثنية. In: ThR 58 (1993)، 229-264، 341-395.
- تيمو فيجولا: بحث التثنية بين التقليد والابتكار. In: ThR 67 (2002)، 273-327.391-424 and ThR 68 (2003)، 1-44.

## دليل المواقع
- Simone Paganini: Deuteronomistisches Geschichtswerk (DtrG). In: Michaela Bauks, Klaus Koenen, Stefan Alkier (Hrsg.): Das wissenschaftliche Bibellexikon im Internet (WiBiLex), Stuttgart 2006 ff.